# Брент (Алабама)
Брент (англ. Brent) — крупнейший город округа Бибб, штат Алабама. Население по переписи 2020 года — 2972 человека.

## География
По данным Бюро переписи США, общая площадь города равняется 22,87 км², из которых 22,79 км² составляет суша и 0,08 км² — водные объекты (0,3 %).

## История
Основан в округе Бибб, недалеко от ответвления железной дороги Мобил—Огайо, возведение которой было завершено в 1898 году. Проект строительства города разработан инженером Брентом Армстронгом, который руководил строительством железнодорожного моста через реку Кахабу. При разработке инфраструктуры города он сотрудничал с землевладельцами Джесси Дином и Родой Купер. В апреле 1898 года проведено обследование местности, проложены первые улицы. Армстронг купил первый земельный надел за 25 долларов и стал первым почтмейстером; однако не дожил до времён расцвета города, скончавшись в августе 1899 года. Впоследствии возведены жилые дома и предприятия, а также лесопильный завод. К 1903 году масштабы города значительно увеличились, появилась собственная железнодорожная станция. В январе 1913 года была получена официальная регистрация.
27 мая 1973 года в городе был зафиксирован мощный торнадо. Разрушено 90 процентов зданий, погибло пять человек. Смерч протянулся на расстояние в 139 миль (224 км), став самым крупным в истории США. Город был восстановлен. Вблизи мэрии появился памятный знак, посвящённый погибшим в результате стихии. 27 апреля 2011 года ситуация повторилась. В штате погибло более 250 человек, в том числе один человек в самом Бренте.

## Население
| Год переписи                    | Нас. |  | %±     |
| ------------------------------- | ---- |  | ------ |
| 1920                            | 386  |  | —      |
| 1930                            | 586  |  | 51,8%  |
| 1940                            | 829  |  | 41,5%  |
| 1950                            | 1100 |  | 32,7%  |
| 1960                            | 1879 |  | 70,8%  |
| 1970                            | 2093 |  | 11,4%  |
| 1980                            | 2862 |  | 36,7%  |
| 1990                            | 2776 |  | −3%    |
| 2000                            | 4024 |  | 45%    |
| 2010                            | 4947 |  | 22,9%  |
| 2020                            | 2972 |  | −39,9% |
| 1920–2020 U.S. Decennial Census |      |  |        |

По переписи населения 2020 года в городе проживало 2972 жителя. Плотность населения — 130,41 чел. на один квадратный километр. Расовый состав населения: белые — 50,71 %, чёрные или афроамериканцы — 43,27 %, испаноязычные или латиноамериканцы — 3,23 % и представители других рас — 2,79 %.

## Экономика
По данным переписи 2020 года, доля населения, находящегося за чертой бедности, — 49 %.

## Образование
Городские школы являются частью системы образования округа; в городе функционирует одна начальная школа. Учащиеся средних классов обучаются в учреждениях образования Сентервилла.

## Культура и достопримечательности
В городе расположены два муниципальных парка: Парк наследия, оборудованный местом для пикника и детской площадкой, и Мемориальный парк. Имеется также городская пешеходная дорожка. Кроме того, в Бренте находится гончарная мастерская Miller's Pottery, одна из старейших постоянно действующих гончарных мастерских в США.